# Hobița (Gorj)
Hobița ist ein Dorf im Kreis Gorj in der Kleinen Walachei in Rumänien. Der Ort ist Teil der Gemeinde Peștișani.
Das Dorf liegt an der Dorfstraße (Drum comunal) DC96 auf der rechten Seite des Flusses Bistrița etwa vier Kilometer südlich vom Gemeindezentrum entfernt.
Hobița ist auch unter der veralteten Bezeichnung Ohabița bekannt und wurde erstmals in einem Dokument des Fürsten Neagoe Basarab im Jahre 1518 erwähnt.
Der Ort wurde durch den hier geborenen Bildhauer Constantin Brâncuși (1876–1957) bekannt.

## Sehenswürdigkeiten
- Das Geburtshaus des Bildhauers Brâncuși heute ein Dorfmuseum[5]
- Die Holzkirche Intrarea în Biserică 1829 errichtet, steht unter Denkmalschutz.[6]